# Elecciones regionales de Pasco de 2018
Las elecciones regionales de Pasco de 2018 se llevaron a cabo el 7 de octubre de 2018 para elegir al gobernador regional, al vicegobernador regional y al Consejo Regional para el periodo 2019-2023. Se celebró simultáneamente con elecciones regionales y municipales (provinciales y distritales) en todo el Perú. La segunda vuelta regional se llevó a cabo el 9 de diciembre de 2018.
Durante la primera vuelta, los candidatos Pedro Ubaldo Polinar (Alianza para el Progreso) y Rudy Callupe Gora (Podemos por el Progreso del Perú) obtuvieron las dos primeras minorías y pasaron al balotaje. En este, Pedro Ubaldo Polinar obtuvo el 60.02% de votos válidos y resultó electo como gobernador regional de Pasco.

## Sistema electoral
El Gobierno Regional de Pasco es el órgano administrativo y de gobierno del departamento de Pasco. Está compuesto por el gobernador regional, el vicegobernador regional y el Consejo Regional.
La votación se realiza en base al sufragio universal, que comprende a todos los ciudadanos nacionales mayores de dieciocho años, empadronados y residentes en el departamento de Pasco y en pleno goce de sus derechos políticos.
El gobernador y vicegobernador regional son elegidos por sufragio directo. Para que un candidato sea proclamado ganador debe obtener no menos de 30 % de votos válidos. En caso ningún candidato logre ese porcentaje en la primera vuelta electoral, los dos candidatos más votados participan en una segunda vuelta o balotaje. No hay reelección inmediata de gobernadores regionales.
El Consejo Regional de Pasco está compuesto por 9 consejeros elegidos por sufragio directo para un período de cuatro (4) años. La votación es por lista cerrada y bloqueada. Cada provincia del departamento de Pasco constituye una circunscripción electoral. La votación es por lista cerrada y bloqueada. Se asigna a la lista ganadora los escaños según el método d'Hondt. La distribución y el número de consejeros regionales es la siguiente:
| Circunscripción        | Escaños | Mapa |
| ---------------------- | ------- | ---- |
| Oxapampa y Pasco       | 4       |      |
| Daniel Alcides Carrión | 1       |      |

## Composición del Consejo Regional de Pasco
La siguiente tabla muestra la composición del Consejo Regional de Pasco antes de las elecciones.
| Partidos | Partidos                                    | Consejeros |
| -------- | ------------------------------------------- | ---------- |
|          | Fuerza Popular                              | 3          |
|          | Pasco Verde                                 | 2          |
|          | Movimiento Regional Frente Andino Amazónico | 2          |
|          | Alianza para el Progreso                    | 1          |
|          | Somos Perú                                  | 1          |

## Partidos y candidatos
A continuación se muestra una lista de los principales partidos y alianzas electorales que participaron en las elecciones:
| Candidatura | Candidatura | Partidos y alianzas                                       | Candidato | Candidato                 | Ideología                                                          | Resultado previo | Resultado previo | Ref. |
| Candidatura | Candidatura | Partidos y alianzas                                       | Candidato | Candidato                 | Ideología                                                          | Votos (%)        | Con.             | Ref. |
| ----------- | ----------- | --------------------------------------------------------- | --------- | ------------------------- | ------------------------------------------------------------------ | ---------------- | ---------------- | ---- |
|             | PV          | Lista - Pasco Verde (PV)                                  |           | Zumel Trujillo Bravo      | Regionalismo pasqueño                                              | 22.27%           | 2                |      |
|             | APP         | Lista - Alianza para el Progreso (APP)                    |           | Pedro Ubaldo Polinar      | Liberalismo económico Conservadurismo liberal Populismo de derecha | 10.84%           | 1                |      |
|             | FAA         | Lista - Movimiento Regional Frente Andino Amazónico (FAA) |           | Miguel Quispe Palomino    | Regionalismo pasqueño                                              | 10.20%           | 2                |      |
|             | SP          | Lista - Somos Perú (SP)                                   |           | Edson Carbajal Shiraishi  | Democracia cristiana Conservadurismo social                        | 7.47%            | 1                |      |
|             | PD          | Lista - Pasco Dignidad (PD)                               |           | Jorge Campos Malpartida   | Regionalismo pasqueño                                              | 7.06%            | 0                |      |
|             | AP          | Lista - Acción Popular (AP)                               |           | Luis Simeón Hurtado       | Partido atrapalotodo                                               | 1.84%            | 0                |      |
|             | TPP         | Lista - Todos por el Perú (TPP)                           |           | Rafael Rojas León         | Liberalismo Humanismo Progresismo                                  | Nuevo            | Nuevo            |      |
|             | PPK         | Lista - Peruanos Por el Kambio (PPK)                      |           | Herless Laureano Mauricio | Liberalismo económico Conservadurismo progresista                  | Nuevo            | Nuevo            |      |
|             | PP          | Lista - Podemos por el Progreso del Perú (PP)             |           | Rudy Callupe Gora         | Conservadurismo social Populismo Nacionalismo                      | Nuevo            | Nuevo            |      |

## Sondeos de opinión
Las siguientes tablas enumeran las estimaciones de la intención de voto en orden cronológico inverso, mostrando las más recientes primero y utilizando las fechas en las que se realizó el trabajo de campo de la encuesta. Cuando se desconocen las fechas del trabajo de campo, se proporciona la fecha de publicación.
Leyenda:
     Sondeo realizado en el periodo de prohibición legal de la difusión de sondeos de intención de voto.

### Balotaje

#### Intención de voto
La siguiente tabla enumera las estimaciones ponderadas (sin incluir votos en blanco y nulos) de la intención de voto.
|                                    |                |      |      |      |      |  |  |  |  |  |  |
| Elecciones regionales de 2018      | 9 dic 2018     | —    | 60.0 | 40.0 | 20.0 |  |  |  |  |  |  |
|                                    |                |      |      |      |      |  |  |  |  |  |  |
| Grupo de Estudios Sociales Andinos | 15–26 nov 2018 | 1195 | 67.2 | 32.8 | 32.8 |  |  |  |  |  |  |

#### Preferencias de voto
La siguiente tabla enumera las preferencias de voto en bruto (incluyendo blancos, viciados y sin respuesta) y no ponderadas.
|                                    |                |      |      |      |      |   |      |  |  |  |  |
| Elecciones regionales de 2018      | 9 dic 2018     | —    | 50.7 | 33.8 | 15.6 | – | 16.9 |  |  |  |  |
|                                    |                |      |      |      |      |   |      |  |  |  |  |
| Grupo de Estudios Sociales Andinos | 15–26 nov 2018 | 1195 | 45   | 22   | 33   | – | 23   |  |  |  |  |

### Primera vuelta

#### Intención de voto
La siguiente tabla enumera las estimaciones ponderadas (sin incluir votos en blanco y nulos) de la intención de voto.
|                                    |                    |      |      |      |      |      |      |     |      |  |  |
| Elecciones regionales de 2018      | 7 oct 2018         | —    | 23.5 | 17.9 | 14.5 | 11.4 | 8.9  | 8.5 | 5.6  |  |  |
|                                    |                    |      |      |      |      |      |      |     |      |  |  |
| Ipsos Perú/América                 | 7 oct 2018         | ?    | 20.6 | 17.1 | 14.0 | 13.4 | –    | –   | 3.5  |  |  |
| Datum Internacional/Latina         | 7 oct 2018         | ?    | 12.3 | 20.3 | 16.8 | 16.0 | –    | –   | 3.5  |  |  |
| Ipsos Perú/América                 | 7 oct 2018         | ?    | 21.8 | 15.5 | 17.8 | –    | 11.9 | –   | 4.0  |  |  |
| Datum Internacional/Latina         | 7 oct 2018         | ?    | 14.7 | 18.8 | 18.6 | 11.1 | 10.5 | 9.0 | 0.2  |  |  |
| Datametrika Perú/Primicia          | 24–29 sep 2018     | ?    | 22.1 | 38.7 | 18.6 | –    | 15.3 | –   | 16.6 |  |  |
| Pasco al Día                       | 28 sep 2018        | ?    | 18.6 | 21.8 | 16.6 | 10.9 | 14.8 | 8.7 | 3.2  |  |  |
| Grupo de Estudios Sociales Andinos | 9–25 sep 2018      | 1416 | 22.4 | 25.5 | 17.3 | 10.2 | 9.2  | 6.1 | 3.1  |  |  |
| Grupo de Estudios Sociales Andinos | 15 jul–12 ago 2018 | 1253 | 25.5 | 26.6 | 16.0 | 7.4  | 10.6 | 5.3 | 1.1  |  |  |
| Grupo de Estudios Sociales Andinos | 8 abr–13 may 2018  | 1113 | 24.6 | 26.2 | 9.2  | –    | 13.8 | 4.6 | 1.6  |  |  |

#### Preferencias de voto
La siguiente tabla enumera las preferencias de voto en bruto (incluyendo blancos, viciados y sin respuesta) y no ponderadas.
| Encuestadora/Medio                 | Fecha              | Muestra | Pedro Ubaldo | Rudy Callupe | Zumel Trujillo | Herless Laureano | Miguel Quispe | Edson Carbajal | B/V  | NS/NO | Dif. |  |  |  |
| ---------------------------------- | ------------------ | ------- | ------------ | ------------ | -------------- | ---------------- | ------------- | -------------- | ---- | ----- | ---- |  |  |  |
| Encuestadora/Medio                 | Fecha              | Muestra |              |              |                |                  |               |                |      |       |      |  |  |  |
| Elecciones regionales de 2018      | 7 oct 2018         | —       | 19.5         | 14.9         | 12.0           | 9.5              | 7.4           | 7.1            | 16.9 | –     | 5.6  |  |  |  |
|                                    |                    |         |              |              |                |                  |               |                |      |       |      |  |  |  |
| Datametrika Perú/Primicia          | 24–29 sep 2018     | ?       | 21.3         | 37.3         | 17.9           | –                | 14.7          | –              | –    | 3.7   | 16.0 |  |  |  |
| Pasco al Día                       | 28 sep 2018        | ?       | 16.1         | 18.9         | 14.4           | 9.4              | 12.8          | 7.5            | –    | 13.4  | 2.8  |  |  |  |
| Grupo de Estudios Sociales Andinos | 9–25 sep 2018      | 1416    | 22           | 25           | 17             | 10               | 9             | 6              | –    | 2     | 3    |  |  |  |
| Grupo de Estudios Sociales Andinos | 15 jul–12 ago 2018 | 1253    | 24           | 25           | 15             | 7                | 10            | 5              | –    | 6     | 1    |  |  |  |
| Grupo de Estudios Sociales Andinos | 8 abr–13 may 2018  | 1113    | 16           | 17           | 6              | –                | 9             | 3              | –    | 35    | 1    |  |  |  |

## Resultados

### Gobierno Regional de Pasco
| Candidatos           | Candidatos                | Partidos y coaliciones                | Primera vuelta 7 oct 2018 | Primera vuelta 7 oct 2018 | Balotaje 9 dic 2018 | Balotaje 9 dic 2018 |  |
| Candidatos           | Candidatos                | Partidos y coaliciones                | Votos                     | %                         | Votos               | %                   |  |
| -------------------- | ------------------------- | ------------------------------------- | ------------------------- | ------------------------- | ------------------- | ------------------- |  |
|                      | Pedro Ubaldo Polinar      | Alianza para el Progreso (APP)        | 28,283                    | 23.49                     | 65,417              | 60.02               |  |
|                      | Rudy Callupe Gora         | Podemos por el Progreso del Perú (PP) | 21,540                    | 17.89                     | 43,571              | 39.98               |  |
|                      | Zumel Trujillo Bravo      | Pasco Verde (PV)                      | 17,399                    | 14.45                     |                     |                     |  |
|                      | Herless Laureano Mauricio | Peruanos Por el Kambio (PPK)          | 13,726                    | 11.40                     |                     |                     |  |
|                      | Miguel Quispe Palomino    | Frente Andino Amazónico (FAA)         | 10,712                    | 8.90                      |                     |                     |  |
|                      | Edson Carbajal Shiraishi  | Somos Perú (SP)                       | 10,249                    | 8.51                      |                     |                     |  |
|                      | Jorge Campos Malpartida   | Pasco Dignidad (PD)                   | 7,934                     | 6.59                      |                     |                     |  |
|                      | Luis Simeón Hurtado       | Acción Popular (AP)                   | 6,751                     | 5.61                      |                     |                     |  |
|                      | Rafael Rojas León         | Todos por el Perú (TPP)               | 3,805                     | 3.16                      |                     |                     |  |
|                      |                           |                                       |                           |                           |                     |                     |  |
| Total                | Total                     | Total                                 | 120,399                   |                           | 108,988             |                     |  |
|                      |                           |                                       |                           |                           |                     |                     |  |
| Votos válidos        | Votos válidos             | Votos válidos                         | 120,399                   | 83.12                     | 108,988             | 84.45               |  |
| Votos en blanco      | Votos en blanco           | Votos en blanco                       | 12,914                    | 8.92                      | 3,735               | 2.89                |  |
| Votos nulos          | Votos nulos               | Votos nulos                           | 11,530                    | 7.96                      | 16,332              | 12.66               |  |
| Votos emitidos       | Votos emitidos            | Votos emitidos                        | 144,843                   | 74.85                     | 129,055             | 66.69               |  |
| Abstenciones         | Abstenciones              | Abstenciones                          | 48,676                    | 25.15                     | 64,464              | 33.31               |  |
| Votantes registrados | Votantes registrados      | Votantes registrados                  | 193,519                   |                           | 193,519             |                     |  |
|                      |                           |                                       |                           |                           |                     |                     |  |
| Fuente:              |                           |                                       |                           |                           |                     |                     |  |

### Consejo Regional de Pasco
|                        |                                       |              |              |              |         |         |  |
| Partidos y coaliciones | Partidos y coaliciones                | Voto popular | Voto popular | Voto popular | Escaños | Escaños |  |
| Partidos y coaliciones | Partidos y coaliciones                | Votos        | %            | ±pp          | Total   | +/−     |  |
|                        | Alianza para el Progreso (APP)        | 26,562       | 24.27        | +11.41       | 4       | +3      |  |
|                        | Podemos por el Progreso del Perú (PP) | 16,753       | 15.31        | Nuevo        | 1       | +1      |  |
|                        | Pasco Verde (PV)                      | 15,914       | 14.54        | –2.31        | 2       | ±0      |  |
|                        | Somos Perú (SP)                       | 12,007       | 10.97        | –0.40        | 2       | +1      |  |
|                        | Pasco Dignidad (PD)                   | 10,454       | 9.55         | –0.55        | 0       | ±0      |  |
|                        | Frente Andino Amazónico (FAA)         | 9,061        | 8.28         | –5.18        | 0       | –2      |  |
|                        | Peruanos Por el Kambio (PPK)          | 8,823        | 8.06         | Nuevo        | 0       | ±0      |  |
|                        | Acción Popular (AP)                   | 6,178        | 5.65         | +1.69        | 0       | ±0      |  |
|                        | Todos por el Perú (TPP)               | 3,673        | 3.36         | Nuevo        | 0       | ±0      |  |
|                        |                                       |              |              |              |         |         |  |
| Total                  | Total                                 | 109,425      |              |              | 9       | ±0      |  |
|                        |                                       |              |              |              |         |         |  |
| Votos válidos          | Votos válidos                         | 109,425      | 75.55        | +9.38        |         |         |  |
| Votos en blanco        | Votos en blanco                       | 22,942       | 15.84        | –4.82        |         |         |  |
| Votos nulos            | Votos nulos                           | 12,476       | 8.61         | –4.56        |         |         |  |
| Votos emitidos         | Votos emitidos                        | 144,843      | 74.85        | –6.64        |         |         |  |
| Abstenciones           | Abstenciones                          | 48,676       | 25.15        | +6.64        |         |         |  |
| Votantes registrados   | Votantes registrados                  | 193,519      |              |              |         |         |  |
|                        |                                       |              |              |              |         |         |  |
| Fuente:                |                                       |              |              |              |         |         |  |

#### Resultados por provincia
| Provincia | APP                    | APP  | PP   | PP   | PV   | PV   | SP   | SP   | PD   | PD  | FAA | FAA | PPK | PPK | AP  | AP  | TPP | TPP |   |
| Provincia | %                      | E    | %    | E    | %    | E    | %    | E    | %    | E   | %   | E   | %   | E   | %   | E   | %   | E   |   |
| --------- | ---------------------- | ---- | ---- | ---- | ---- | ---- | ---- | ---- | ---- | --- | --- | --- | --- | --- | --- | --- | --- | --- | - |
| Provincia | Daniel Alcides Carrión | 21.1 | –    | 17.0 | –    | 19.5 | –    | 22.0 | 1    | 5.2 | –   | 8.7 | –   | 2.8 | –   | 2.1 | –   | 1.6 | – |
| Oxapampa  | 38.4                   | 3    | 10.1 | –    | 12.2 | 1    | 6.7  | –    | 9.9  | –   | 7.4 | –   | 8.0 | –   | 5.1 | –   | 2.3 | –   |   |
| Pasco     | 16.0                   | 1    | 18.2 | 1    | 14.8 | 1    | 11.1 | 1    | 10.4 | –   | 8.8 | –   | 9.4 | –   | 6.9 | –   | 4.4 | –   |   |
| Total     | 24.3                   | 4    | 15.3 | 1    | 14.5 | 2    | 11.0 | 2    | 9.6  | –   | 8.3 | –   | 8.1 | –   | 5.6 | –   | 3.4 | –   |   |

### Autoridades electas
| Cargo                                                    | Autoridad electa | Autoridad electa             | Partido político | Partido político                 |
| -------------------------------------------------------- | ---------------- | ---------------------------- | ---------------- | -------------------------------- |
| Gobernador Regional de Pasco                             |                  | Pedro Ubaldo Polinar         |                  | Alianza para el Progreso         |
| Vicegobernador Regional de Pasco                         |                  | Wilder Robles Rivera         |                  | Alianza para el Progreso         |
| Consejero Regional de Pasco (por Daniel Alcides Carrión) |                  | Manzueto Carbajal Requis     |                  | Somos Perú                       |
| Consejero Regional de Pasco (por Oxapampa)               |                  | Bledy Moale Colina           |                  | Alianza para el Progreso         |
| Consejera Regional de Pasco (por Oxapampa)               |                  | Grecia Witting Köhel         |                  | Alianza para el Progreso         |
| Consejero Regional de Pasco (por Oxapampa)               |                  | Eusebio Contreras Zamudio    |                  | Alianza para el Progreso         |
| Consejero Regional de Pasco (por Oxapampa)               |                  | Bismark Ricaldi Nano         |                  | Pasco Verde                      |
| Consejero Regional de Pasco (por Pasco)                  |                  | Ronald Rivera Meza           |                  | Podemos por el Progreso del Perú |
| Consejero Regional de Pasco (por Pasco)                  |                  | Jacinto Chamorro Cabello     |                  | Alianza para el Progreso         |
| Consejero Regional de Pasco (por Pasco)                  |                  | Marco Martínez Hurtado       |                  | Pasco Verde                      |
| Consejero Regional de Pasco (por Pasco)                  |                  | Roberto Suárez Chuquimantari |                  | Somos Perú                       |